# Cherno Samba
Cherno Samba (* 10. Januar 1985 in Banjul) ist ein ehemaliger englischer Fußballspieler, der in der Position eines Stürmers spielte. Wegen seiner gambischen Herkunft hat er auch die Staatsbürgerschaft des afrikanischen Landes und stand im Kader der gambischen Fußballnationalmannschaft.
Schon sein Vater war als Torhüter bei der gambischen Fußballnationalmannschaft eingesetzt. Später, als Cherno sieben Jahre alt war, siedelte seine Familie nach Watford, England über und dann nach Peckham (Süd-London). Schon als 13-jähriger Jugendlicher machte er auf sich aufmerksam und erzielte 132 Tore in 32 Spielen.
Im Jahr 2002 nahm ihn der FC Millwall unter Vertrag. Er kam jedoch nicht in der ersten Mannschaft zum Einsatz. Im Jahr 2004 verpflichtete ihn der FC Cádiz, wo er in der Reservemannschaft in der Tercera División spielte. In der Saison 2005/06 wurde er an den FC Málaga ausgeliehen, in dessen Reservemannschaft er jedoch nur zu vier Einsätzen in der Segunda División kam. Im Sommer 2006 kehrte Samba nach England zurück und schloss sich Plymouth Argyle an. Dort kam er in der Championship in der Saison 2006/07 auf dreizehn Einsätze – meist als Einwechselspieler. Im Januar 2007 wurde er für einen Monat an AFC Wrexham ausgeliehen. Anfang 2008 wurde sein Vertrag aufgelöst. Er war ein halbes Jahr ohne Verein, ehe ihn der finnische Erstligist FC Haka verpflichtete. Er blieb bis zum Ende der Saison 2008. Anschließend war er ein Jahr ohne Klub, bevor er sich Anfang 2010 dem griechischen Zweitligisten Panetolikos anschloss. Er kam jedoch nicht zum Einsatz. Von Mitte 2010 bis Anfang 2012 war er erneut ohne Engagement, bis ihn der norwegische Drittligist FK Tønsberg aufnahm. Nach Ende der Saison 2012 fand er erneut keine Anstellung, bevor er seine Karriere beendete.
Für die gambische Fußballnationalmannschaft war er zum ersten Mal während der Qualifikation für die Fußball-Weltmeisterschaft 2010 im Einsatz. Zuvor spielte er für sämtliche englische Juniorenauswahlen in den Altersstufen U-15 bis U-20.
Die in Gambia ansässige Cherno Samba Academy of Football, aus der der erfolgreiche Verein Samger FC hervorging, ist nach ihm benannt.